# اکرم رومانی
اکرم رومانی (انگلیسی: Akram Roumani؛ زادهٔ ۱ آوریل ۱۹۷۸) بازیکن فوتبال اهل مراکش بود.
از باشگاه‌هایی که در آن بازی کرده‌است می‌توان به باشگاه فوتبال الفتح، باشگاه فوتبال خنک، و باشگاه ورزشی مغرب فاسی اشاره کرد.
وی همچنین در تیم ملی فوتبال مراکش بازی کرده‌است.